# Ctenocolletes smaragdinus
Ctenocolletes smaragdinus är en biart som först beskrevs av Smith 1868.  Ctenocolletes smaragdinus ingår i släktet Ctenocolletes och familjen Stenotritidae. Inga underarter finns listade i Catalogue of Life.

## Bildgalleri

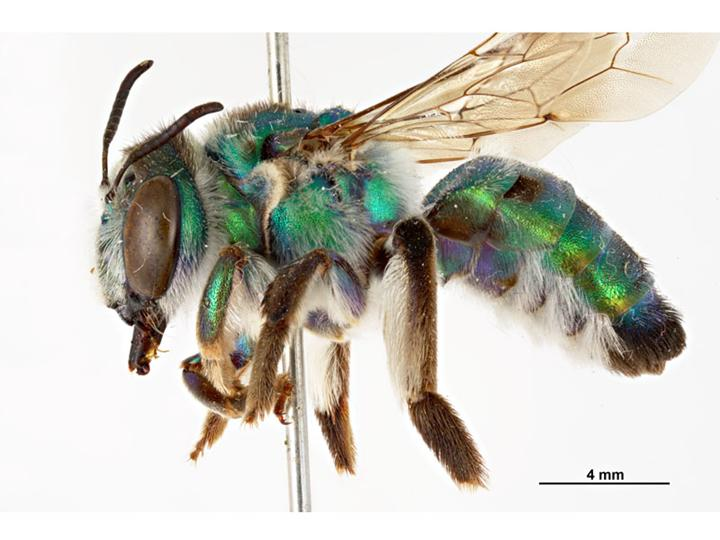
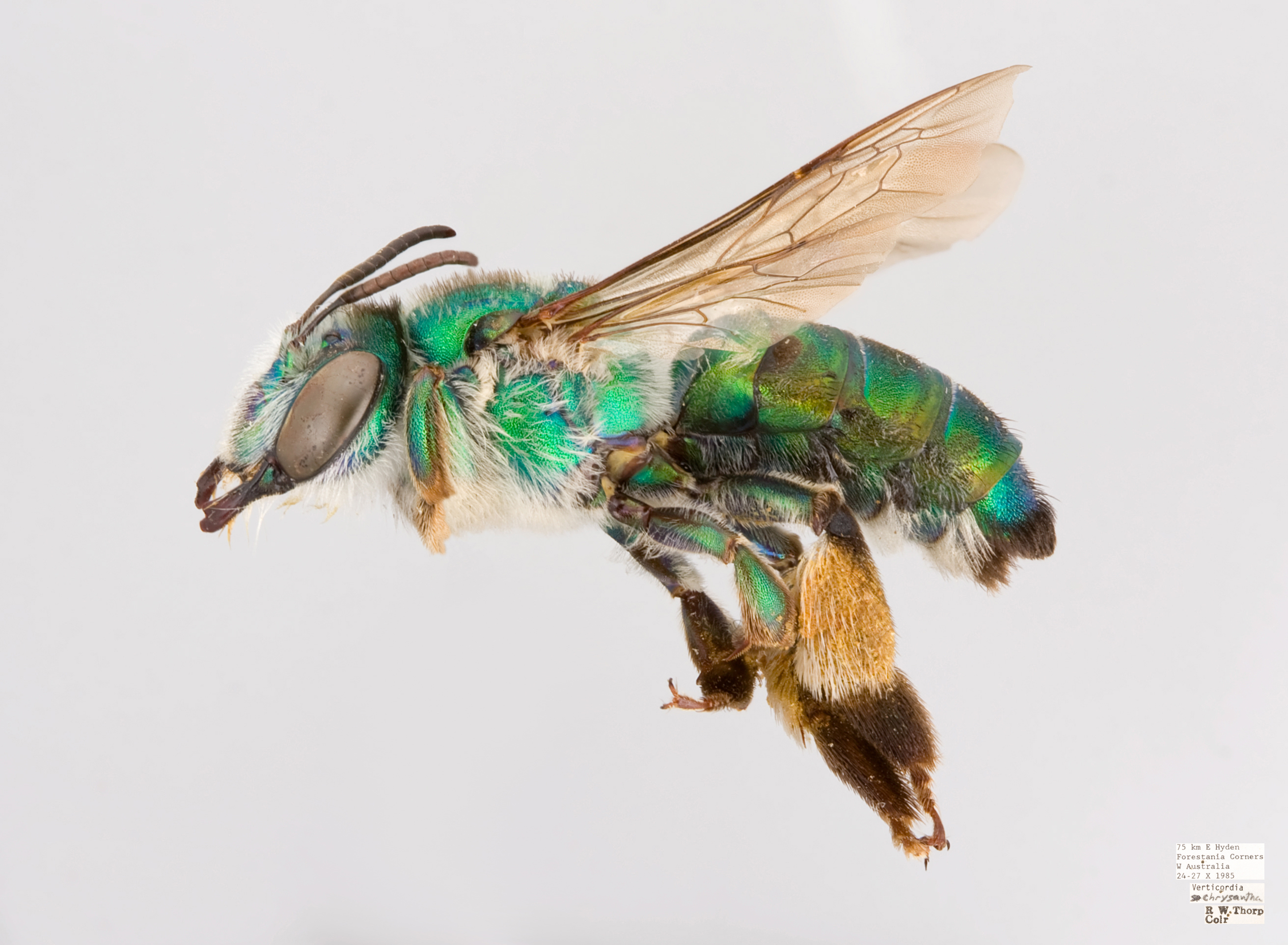
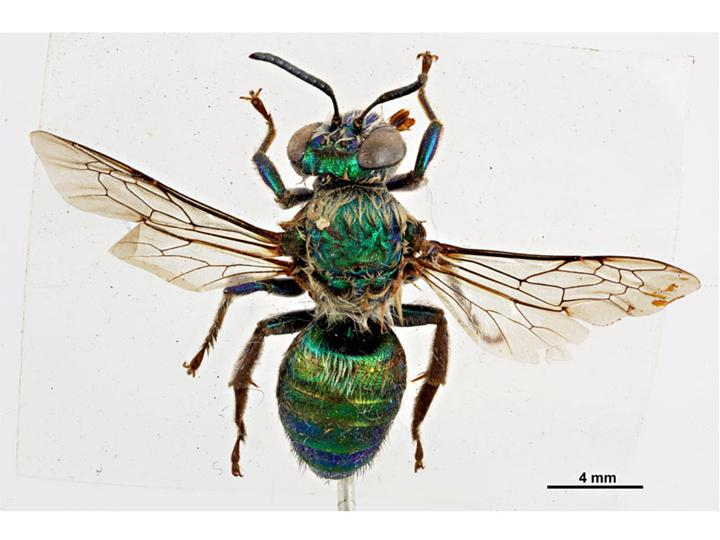
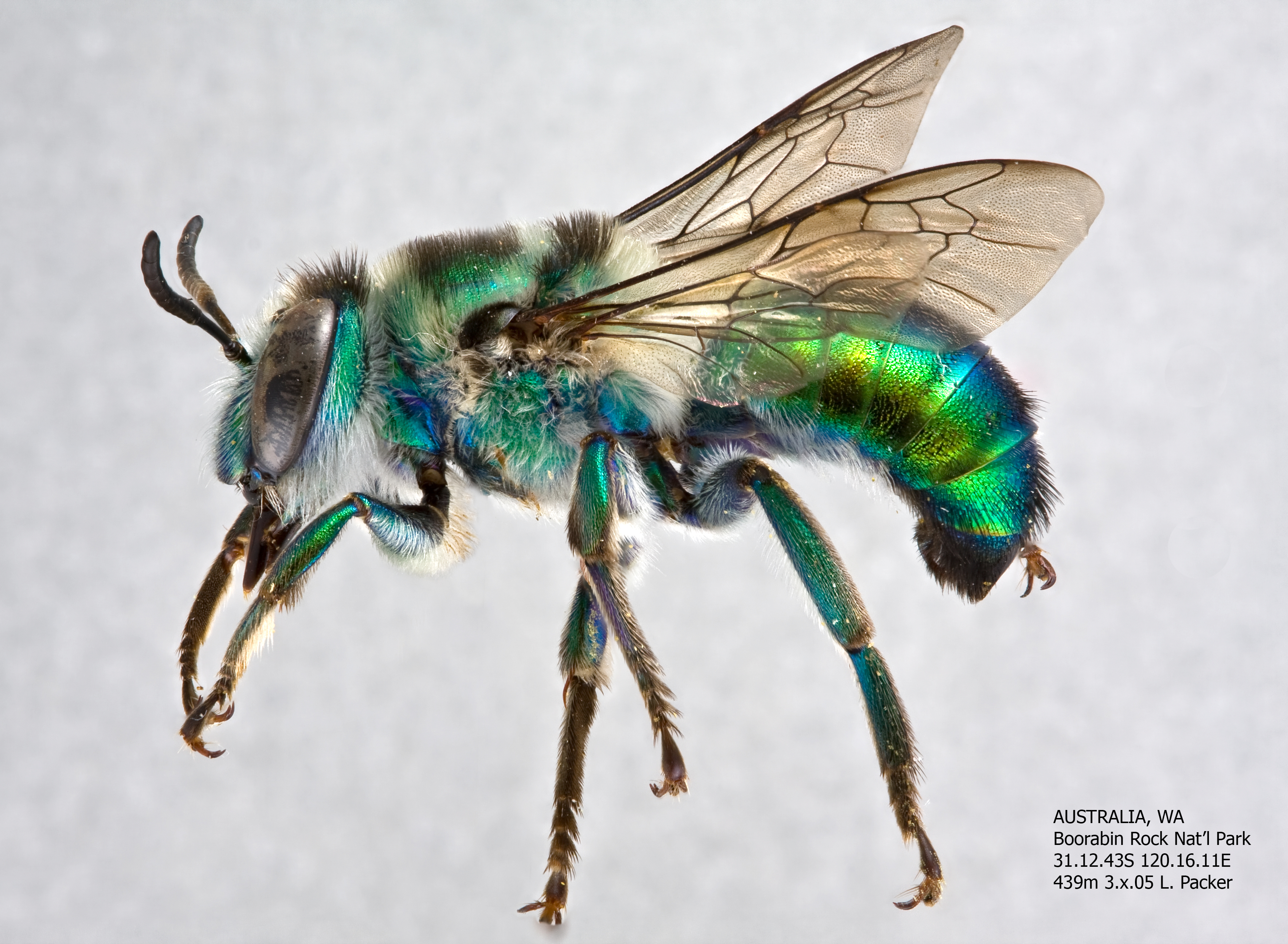